# Hertz (cráter)

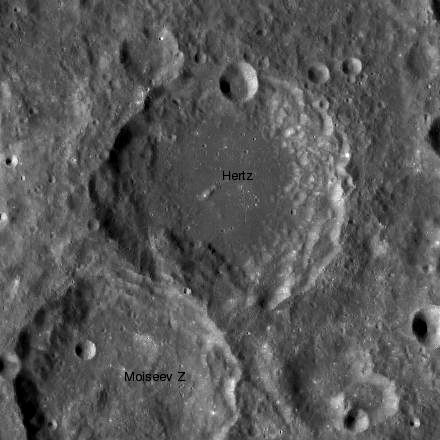
Fotografía de la misión Lunar Reconnaissance Orbiter

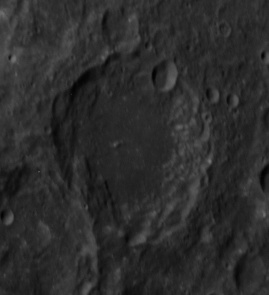
Fotografía de la misión Apolo 14

Hertz es un cráter de impacto que se encuentra en la cara oculta de la Luna, justo detrás de la extremidad oriental. Debido a la libración puede ser observado ocasionalmente desde la Tierra bajo condiciones favorables de la iluminación. Se encuentra al oeste-suroeste del cráter de mayor tamaño Fleming, y al norte-noreste de Moiseev, algo más pequeño. Moiseev se une a Hertz a través del cráter satélite Moiseev Z, formando entre los una cadena de cráteres corta.
Se trata de una formación de un cráter un tanto desgastado, con una amplia pared interior. Un cráter en forma de pera se ubica junto a la pared interior en su lado norte. El suelo interior carece relativamente de rasgos significativos, con solo una pequeña cresta central desplazada al suroeste del punto medio.
Antes de ser nombrado en 1961 por la UAI, esta formación era conocida como "Cráter 200".